# Trichotria buchneri
Trichotria buchneri är en hjuldjursart som beskrevs av Koste, Shiel och Tan 1988. Trichotria buchneri ingår i släktet Trichotria och familjen Trichotriidae. Inga underarter finns listade i Catalogue of Life.